# Der Kleine Katechismus
Der Kleine Katechismus ist eine kurze Schrift, die Martin Luther 1529 als Einführung in den christlichen Glauben verfasste. Über Jahrhunderte war er nicht nur in den lutherischen Kirchen, sondern auch in den öffentlichen Schulen in evangelischen Gebieten eines der wichtigsten Unterrichtsmittel; auch jetzt noch wird er in lutherischen und unierten Kirchen oft im Konfirmandenunterricht benutzt. Neben der Confessio Augustana gehört er in allen lutherischen Kirchen zu den Bekenntnisschriften, die Grundlage der kirchlichen Lehre sind.

## Entstehung und Inhalt
Luther hatte 1528 auf seinen Visitationsreisen erkannt, dass das Kirchenvolk den christlichen Glauben und die reformatorischen Einsichten nur lückenhaft kannte. Deshalb arbeitete er eigene Predigten über die Stoffe des Katechismus zum später so genannten Großen Katechismus um. Noch bevor dieser fertig war, entschied Luther sich jedoch, zunächst ganz elementare Grundlagen zu schaffen. So erschienen im Januar 1529 die ersten Tafeldrucke der einzelnen Katechismusstücke, gedruckt vom Wittenberger Drucker Nickel Schirlenz. Im Mai, einen Monat nach dem Großen Katechismus, erschien dann der gesamte Kleine Katechismus. In der Vorrede erklärte Luther als Ziel des Buches, den Pfarrern eine Hilfe zum Unterricht zu geben sowie den Hausvätern eine Grundlage für die Unterweisung ihrer Familienangehörigen (hierzu gehörte damals auch das Gesinde) im christlichen Glauben zu bieten.
Schon vor dem Kleinen Katechismus gab es Katechismen, die die Zehn Gebote, das Glaubensbekenntnis und das Vaterunser umfassten. Luther erweiterte den Katechismus um die Sakramente Taufe, Abendmahl und Beichte, so dass der Kleine Katechismus folgende Themen behandelt: 
- die Zehn Gebote
- das Glaubensbekenntnis
- das Vaterunser
- das Sakrament der heiligen Taufe
- das Sakrament des Altars oder das heilige Abendmahl
- das Amt der Schlüssel oder die Beichte (später eingefügt, gehörte zunächst nicht zum Kernbestand des Kleinen Katechismus)

Der kleine Katechismus beginnt mit einer Vorrede und behandelt dann die Themen in einzelnen Abschnitten (Hauptstücke). Die Zehn Gebote, das Glaubensbekenntnis und das Vaterunser sind im Wortlaut aufgeführt. Zusätzlich werden sie – ebenso wie die restlichen Themen – in Frage-Antwort-Form kurz erklärt.

## Nachgeschichte
Der Kleine Katechismus wurde 1580 in das Konkordienbuch aufgenommen und gilt seitdem als Bekenntnisschrift. Damit war sein Wortlaut gewissermaßen kanonisiert. Für die Verwendung im Unterricht wurden in der Zeit des Pietismus und der Aufklärung meist ausführlichere Katechismen benutzt, die oft den Kleinen Katechismus als Grundlage hatten. Erst im Neuluthertum des 19. Jahrhunderts und noch einmal im Kirchenkampf kam es zu einer erneuten Aufwertung des Kleinen Katechismus. 
Als Lehrbuch für den Elementarunterricht, anhand dessen Lesen und Schreiben erlernt wurde, diente der Kleine Katechismus nicht nur im deutschen Sprachraum. Im Jahr 1545 lassen sich erste Übersetzungen des Kleinen Katechismus in die baltischen Sprachen Prußisch, Litauisch und Lettisch nachweisen. Weiter erschienen im 16. Jahrhundert zunächst Übersetzungen ins Polnische, Estnische, Slowenische, zudem ins Schwedische. Im 18. Jahrhundert erfolgte eine Übertragung ins Arabische. 1843 erschien eine chinesische und hundert Jahre später eine japanische Ausgabe.

## Ausgaben (Auswahl)
- Der Kleine Catechismus. Fuer die gemeyne Pfarherr vnd Prediger. Rhode, Marburg 1529 (Digitalisat).
- Enchiridion. Der kleine Catechismus. Für die gemeine Pfarherr vnd Prediger. Valentin Babst, Leipzig 1547 (Digitalisat).
- Enchiridion. Der kleine Catechismus, für die jungen Knaben und Mägdlein, aufs einfältigste in Fragstücke verfasset, samt etlichen schönen Gebetlein. Elberfeld, vermutlich vor 1813 (Digitalisat).
- Weimarer Ausgabe. Band 30/1. Katechismuspredigten 1528; Großer und Kleiner Katechismus. 1910 (historisch-kritische Ausgabe; Digitalisat).
- Ich bin der Herr, dein Gott – eine Einführung in den Glauben der Christen. Luthers Kleiner Katechismus auf Deutsch und Arabisch. Hrsg.: Evang.-Lutherische Freikirche. Concordia-Verlag, Zwickau 2011, ISBN 978-3-910153-69-1.
- Irene Dingel (Hrsg.): Die Bekenntnisschriften der Evangelisch-Lutherischen Kirche: Vollständige Neuedition. Vandenhoeck & Ruprecht, Göttingen 2014, ISBN 978-3-525-52104-5, S. 852–911.